# Cairima
Cairima (kinesiska: 采日玛) är en köping i nordvästra Kina. Den ligger i Maqu härad i den autonoma prefekturen Gannan för tibetaner i provinsen Gansu, omkring 330 kilometer sydväst om provinshuvudstaden Lanzhou. Antalet invånare är 5 463. Befolkningen består av 2 668 kvinnor och 2 795 män. Barn under 15 år utgör 31 %, vuxna 15-64 år 63 %, och äldre över 65 år 4,0 %.